# Паркер, Джин
Джин Паркер (англ. Jean Parker, 11 августа 1915 — 30 ноября 2005) — американская актриса.

## Биография
Луис Мэй Грин родилась 11 августа 1915 года в семье Льюиса и Мелвины Грин. Её отец был охотником и оружейным мастером.
Луис Грин заметила Ида Коуэрман — секретарша президента MGM, Виктора Майера. С Джин был заключён контракт, и в период с 1932 по 1966 годы она сыграла более 70 ролей. Участвовала также в постановках на Бродвее.
Джин впервые вышла замуж, когда ей было двадцать лет, за журналиста Джорджа МакДональда. Свадьба состоялась 22 марта 1936 года. Брак просуществовал четыре года. 22 января 1940 года супруги развелись. Через год, в День всех влюблённых, 14 февраля вышла замуж за радиокомментатора Дугласа Доусона. Через два года брак распался.
В августе 1944 года актриса вышла замуж за страхового агента Кёртиса Гроттера. Вместе они прожили пять лет.
В 1950 году Джин в последний раз официально оформила отношения. На этот раз её избранником стал Роберт Лоуэри. Через два года родился Роберт Лоуэри Хэнкс-младший. В 1957 году Джин и Роберт оформили развод.
Джин Паркер умерла 30 ноября 2005 года от инсульта в одном из округов Лос-Анджелеса. Удостоена звезды № 6670 на Голливудской аллее славы.

## Избранная фильмография
- Тайна мадам Бланш (1933) — Элоиз Дюваль
- Сделано на Бродвее (1933) — Адель Маннерс
- Леди на один день (1933) — Луиз
- Маленькие женщины / Little Women (1933) — Элизабет «Бет» Марч
- Караван (1934) — Тимка
- Вы не можете купить всё (англ. You Can't Buy Everything) (1934) — Элизабет (Бесс) Бартон Бэлл
- Порочная женщина (1934) — Розанна Страуд
- Убийца во флоте (1935) — Бетти Лансинг
- Призрак едет на Запад (1935) — Пегги Мартин
- Техасские рейнджеры (1936) — Аманда Бейли
- Жизнь начинается с любви (1937) — Кароль Мартин
- Летающая парочка (1939) — Жоржетта
- Глаза мертвеца (1944) — Хезер «Брэт» Хейден
- Стрелок (1950) — Молли
- Чёрный вторник (1954) — Хэтти Комбест